# Chrysler

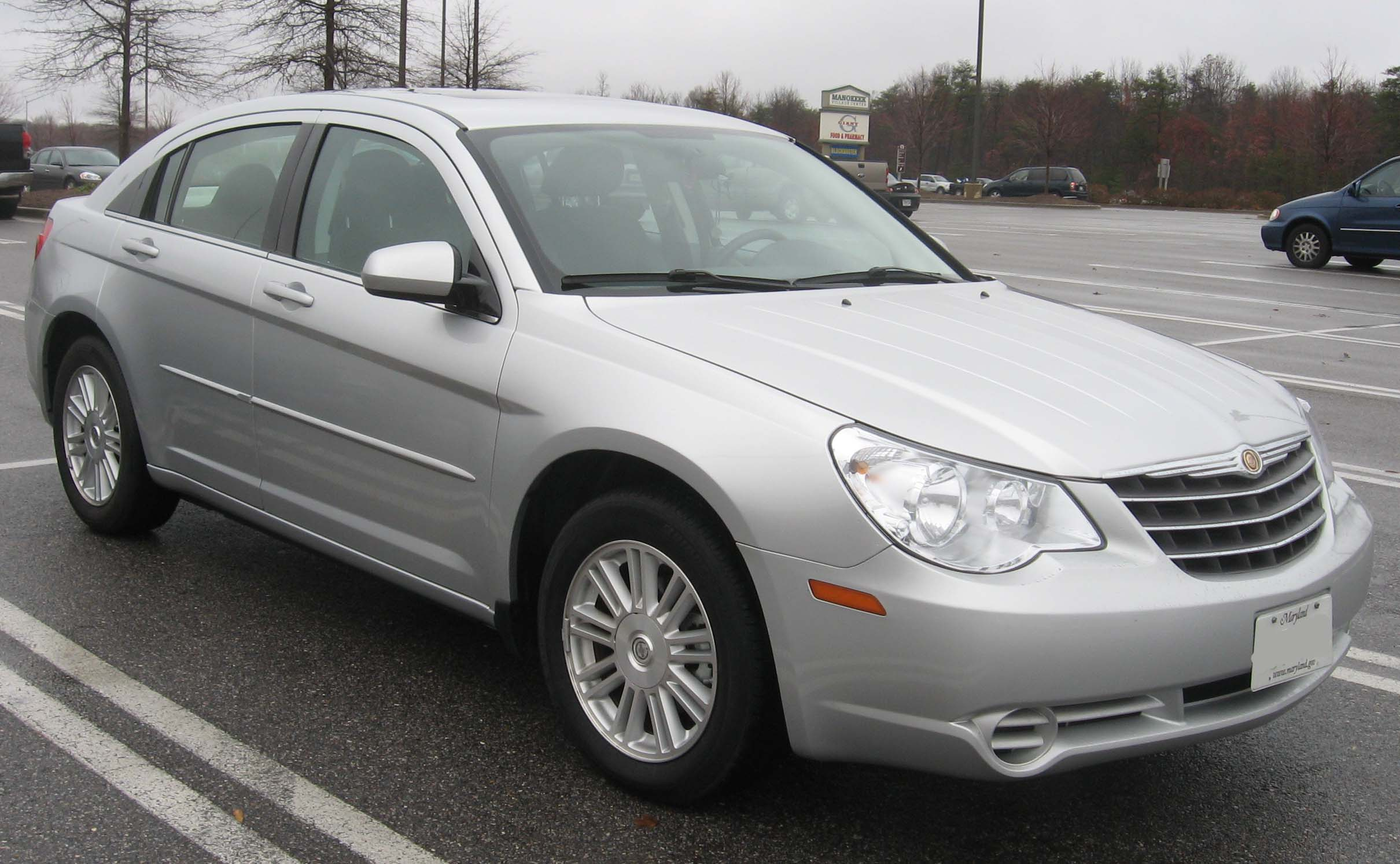
Chrysler Sebring sedan - druhá generace

Chrysler je americký výrobce automobilů.
Od roku 1998 do 2007 byla firma a její dceřiné společnosti součástí německé automobilky DaimlerChrysler (nyní Daimler AG). Pod DaimlerChrysler se společnost jmenovala „DaimlerChrysler Motors Company LLC“.
14. května 2007 DaimlerChrysler AG oznámila prodej 80,1 % z Chrysler Group americké firmě Cerberus Capital Management, L.P., ačkoli si Daimler ponechal 19,9 %. Poté získala firma současné jméno. 6. srpna 2007, po oznámení prodeje, Chrysler LLC (nebo „The New Chrysler“) odhalil nové logo a spustil internetové stránky s rozdíly od staré pěticípé hvězdy.
Chrysler byl v roce 2009 nucen požádat o bankrotovou ochranu a zachránila ho vláda. Následně pětinový podíl a kontrolu nad podnikem získala automobilka Fiat, která svůj podíl postupně navyšovala až na 58,5 %. Zbytek společnosti převzal Fiat až 21. ledna 2014.

## Loga

### Medailon
Na začátku bylo logo firmy Chrysler kulatý medailon s nápisem CHRYSLER napsanými na stuze velkými písmeny.

### Forward Look
Radikální změna designu aut na „Forward Look“ znamenala i změnu loga. Forward Look logo se skládalo ze dvou překrývajících se bumerangů, z nich spodní je červený a horní modrý.

### Pentastar

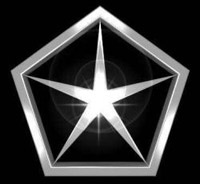
Pentastar

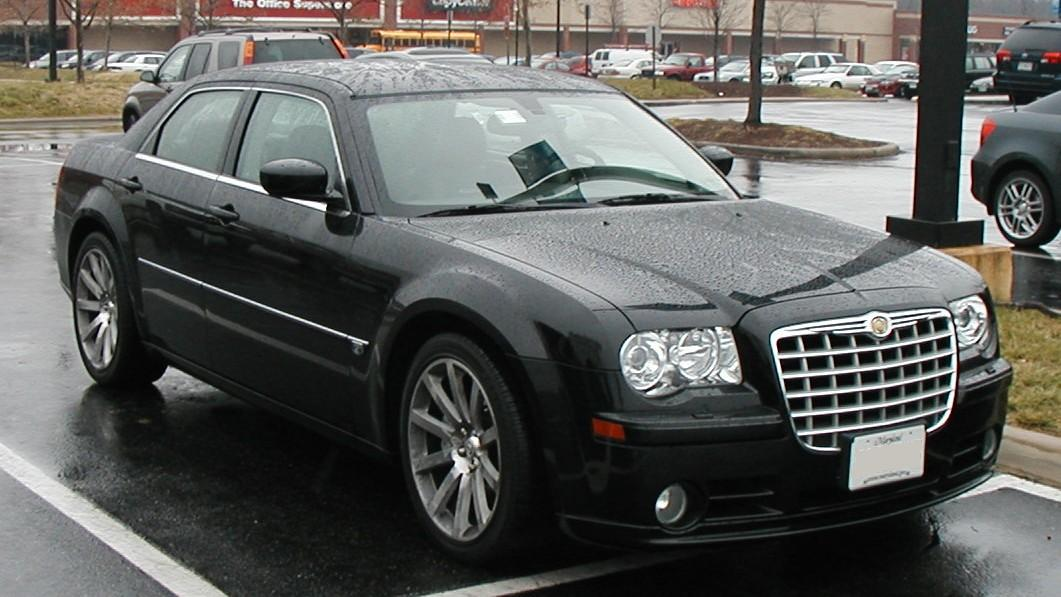
Chrysler 300C

Forward Look končil, a tak prezident firmy Lynn Townsend hledal nové logo použitelné pro všechny divize. Chtěl něco co by každý okamžitě rozpoznal jako znak Chrysler a nijak nesouviselo s předchozím logem. Protože symbol neobsahoval žádný text, usnadnilo to firmě rozšířit se na mezinárodní trh.
Reklamy a jednatelé používali modrou Pentastar nebo bílou na modrém pozadí, zatímco Dodge používal červenou Pentastar nebo bílou na červeném pozadí.
Divizní loga jako Dodgovský Fratzog se postupně stahovaly do roku 1981, kdy všechny divize používaly pouze Pentastar.
První značka, která přestávala Pentastar postupně používat byla Dodge. Dodge začal používat logo beraní hlavy začátkem roku 1993 na autech Dodge Intrepid a Dodge Spirit. Chrysler začal používat medailon založený na původním logu. První auta byla roku 1995 Chrysler Cirrus a Chrysler Sebring. Toto logo se používalo do roku 1996.
17. května 2007 se rozhodlo pro oživení loga Pentastar v aktualizované formě (po oddělení od Daimler.)

### Okřídlené logo
Je adaptací původního medailonku, ke kterému se přidala dvě stříbrná křídla, a který nyní používá divize Chrysler. Po prodeji firmě Cerberus si znovu osvojili Pentastar jako společné logo, ale na autech samotných se používá okřídlený medailon.

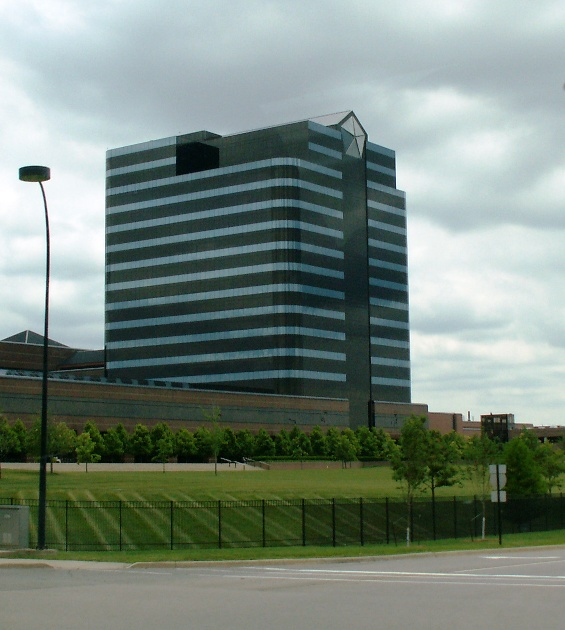
Hlavní budova Chrysler na Auburn Hills

## Divize
- Chrysler — Osobní vozy, minivan a SUV
- Dodge — Osobní vozy, minivan, nákladní automobily a SUV
- Jeep — SUV
- ENVI - Elektrické vozy a technologie
- Global Electric Motorcars (GEMCAR) — Vozy na baterie
- Mopar
- Chrysler Financial — Finanční služby pro zákazníky a obchodníky firmy Chrysler